# Wildcat Point
Wildcat Point è il nome in codice della famiglia di chipset che Intel ha distribuito a giugno 2014 in abbinamento ai processori basati sull'architettura "Haswell Refresh" (una semplice revisione e ottimizzazione della originaria architettura Haswell), e commercializzati usando il nome commerciale di Serie 9.
Si tratta del successore del chipset Linx Point, presentato nel corso del 2013, per la prima versione dell'architettura Haswell.

## Caratteristiche tecniche
Al pari dei predecessori, anche i chipset della famiglia Wildcat Point non integrano più il controller della memoria RAM, dato che esso è stato definitivamente spostato all'interno della CPU stessa a partire dall'architettura Nehalem e ai corrispondenti chipset appartenenti alla famiglia Ibex Peak. Al pari dei predecessori, anche il design di Wildcat Point è quello a un unico chip, integrando quindi in un unico componente sia il northbridge sia il southbridge.
In generale, le differenze rispetto al proprio predecessore sono piuttosto ridotte, dato che l'architettura di base delle CPU che deve supportare non è cambiata. I chipset Wildcat Point quindi offrono supporto nativo sia allo standard SATA 3 che USB 3.0, mentre il socket continua ad essere l'LGA 1150 introdotto con Linx Point.
Dato che la famiglia Haswell Refresh comprendere anche le CPU conosciute con il nome in codice di Devil's Canyon, particolarmente ottimizzati per l'overclock, i chipset della famiglia Wildcat Point sono anch'essi ottimizzati per tale scopo.
Lo standard audio integrato è ancora una volta l'ormai collaudato "High Definition Audio", chiamato da Intel con il nome in codice Azalia che è in grado di gestire i formati stereo LPCM, oppure AC3 a 5.1 canali a 96 kHz, mentre per quanto riguarda la scheda di rete, ancora una volta sarà integrato un controller Ethernet Gigabit.

## Il successore
Nella seconda metà del 2015, Intel commercializza i processori basati sulla nuova architettura di dodicesima generazione Skylake, basata sempre sul processo produttivo a 14 nm introdotto con Broadwell. Insieme a tali CPU è distribuita anche la nuova famiglia di chipset Sunrise Point, evoluzione di Wildcat Point, che verrà commercializzata con il nome di "Serie 100".